# Ceropachylinus peruvianus
Ceropachylinus peruvianus is een hooiwagen uit de familie Gonyleptidae.